# Baptisterio de San Juan (Florencia)
El Baptisterio de San Juan (Battistero di San Giovanni) es un edificio religioso en Florencia, Toscana, Italia. Es particularmente famoso por sus tres conjuntos de puertas de bronce, de considerable valor artístico.
Se encuentra en la "Piazza del Duomo", al oeste de la catedral de Santa María del Fiore. Se incluye en la categoría de basílicas menores.
Hasta 1935 todos los florentinos fueron bautizados en el Baptisterio ya que las otras iglesias de la ciudad no tenían derecho a la pila bautismal.

## Historia

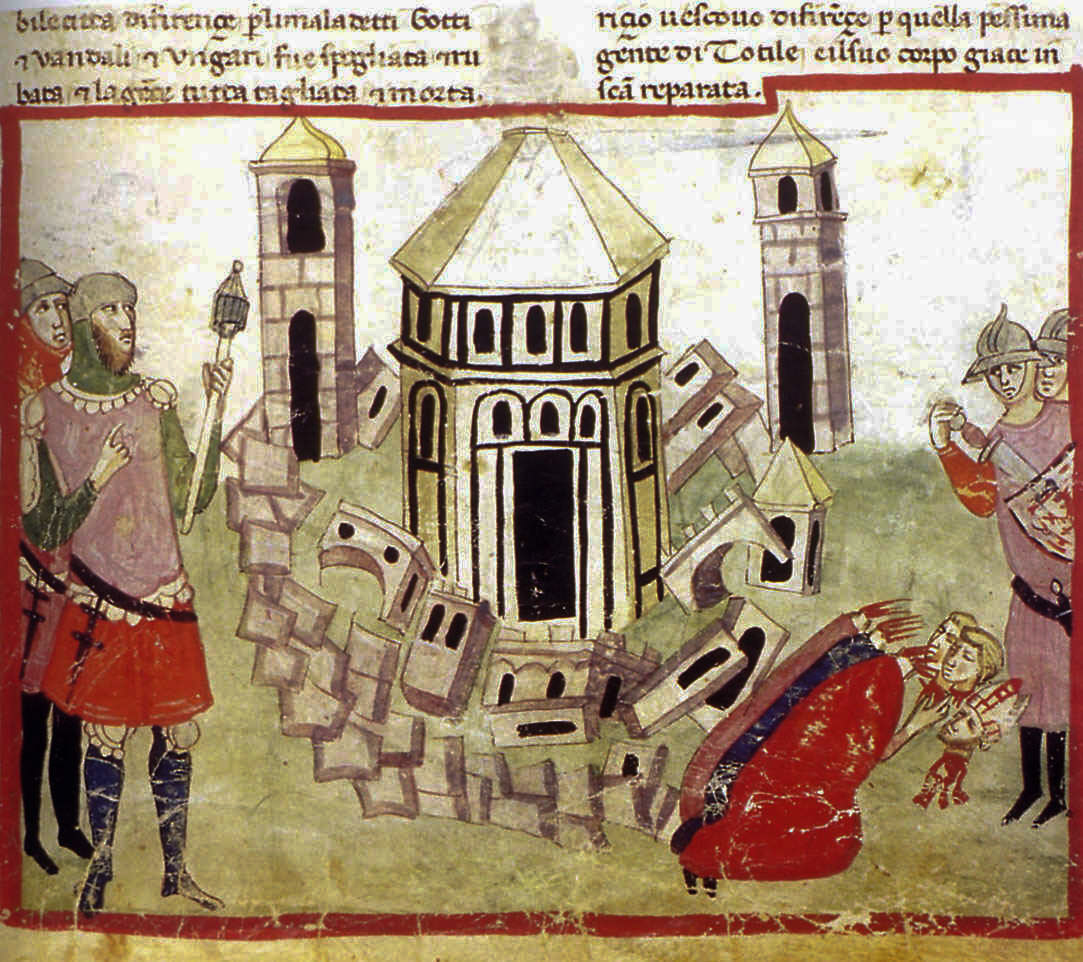
Totila arrasa los muros de Florencia; quedando solamente el Baptisterio.

Durante mucho tiempo, se creyó que el Baptisterio fue originariamente un templo romano dedicado al dios Marte, el dios tutelar de la vieja Florencia.
Se ha supuesto que esta atribución se origina en Dante Alighieri, pero esto no es correcto, fue propuesta por Giovanni Villani en el siglo XIV. Las excavaciones realizadas en el siglo XX, no obstante, han demostrado que había un muro romano del primer siglo atravesando la plaza del Baptisterio. Probablemente fue construido sobre los restos de una torre de guardia romana en una esquina de este muro, u otro edificio romano. De todas formas, se sabe con certeza que un primer baptisterio octogonal fue construido aquí en el siglo IV o V de nuestra era y fue posteriormente reemplazado por otro baptisterio en el siglo VI.
Su construcción se le atribuye a Teodolinda, reina de los Lombardos (570-628) para conmemorar la conversión de su marido, el rey Autario. Fue la segunda basílica de la ciudad después de la de San Lorenzo, fuera de las murallas de la ciudad, y precedió a la iglesia de Santa Reparata. Fue inaugurada el 4 de marzo de 897, cuando un enviado del Sacro Imperio Romano Germánico se sentó por primera allí, para impartir justicia. Probablemente, las pilastras de granito fueron tomadas del foro romano en Florencia, donde se encuentra actualmente la Plaza de la República. Durante ese tiempo, el baptisterio se encontraba rodeado por un cementerio con sarcófagos romanos, utilizados como tumbas por importantes familias florentinas, (ahora en el Museo dell'Opera del Duomo).
Un nuevo baptisterio octogonal, y mucho más grande, fue construido en estilo románico, alrededor del año 1059, evidencia de un período de expansión económica e importancia política en Florencia. Fue consagrado el 6 de noviembre de 1059 por el papa Nicolás II. Según la leyenda, los mármoles llegaron desde Fiesole, que había sido conquistada por Florencia en 1078. Otros mármoles fueron sacados de antiguas edificaciones. La construcción se finalizó en el año 1128. Una lámpara octogonal fue añadida al techo del pabellón alrededor de 1150. Fue ampliada con un ábside rectangular, en el lado oeste en el año 1202. En las esquinas, bajo el techo, hay unas monstruosas cabezas de león con cabezas humanas bajo sus garras. Son tempranas representaciones de Marzoxxo, el león del heraldo florentino (véase Loggia dei Lanzi).
Entre los siglos XIV y XVI, se le añadieron tres puertas dobles de bronce, con estatuas de mármol y bronce sobre ellas. Esto da un buen indicio de que el baptisterio, y no la catedral, fue inicialmente el edificio de más alto valor para los florentinos.

## Exterior

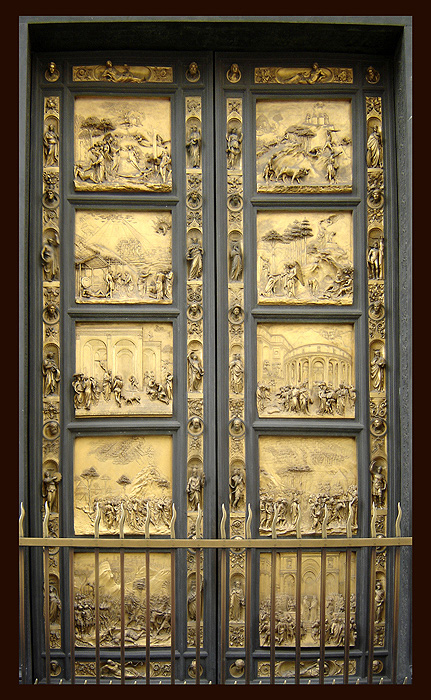
Puertas del Paraíso.

El baptisterio tiene ocho lados iguales con uno rectangular agregado en el lado oeste. Esta forma octogonal simboliza los "ocho días" (en latín: octava dies). Este es el tiempo para la Resurrección de Cristo, que sobrepasa nuestra semana de siete días. Era considerado un símbolo para la vida eterna dado a través del bautismo, cuando uno pasa de la vida del pecado a la vida de Cristo.
Los lados, originalmente de arenisca, están revestidos en mármol blanco de Carrara modelado geométricamente, poseyendo mármol de Prato verde embutido y modelados en estilo románico entre los años 1059 y 1128. Las pilastras en cada esquina, originalmente de piedra gris, fueron decoradas con mármol blanco y negro en un diseño de cebra, realizado por Arnolfo di Cambio en 1293.
El estilo de esta iglesia serviría como patrón, influenciando a muchos arquitectos, tales como Leone Battista Alberti, en su diseño de iglesias de estilo románico en la Toscana. El exterior también se encuentra ornamentado con una cierta cantidad de estatuas de Andrea Sansovino (sobre las Puertas del Paraíso), Giovan Franceso Rustici, Vincenzo Danti (sobre las puertas sur) y otros.
El trabajo de diseño en los lados está dispuesto en grupos de tres, comenzando con tres secciones horizontales diferentes. La sección del medio se caracteriza por tres arcos ocultos en cada lado, cada arco contiene una ventana. Debajo de cada ventana, el arco posee un diseño estilizado. En la parte superior, se encuentran también tres pequeñas ventanas, cada una en el bloque central. El ábside fue originalmente semicircular, pero fue hecho rectangular en 1202.

## Puertas del Baptisterio

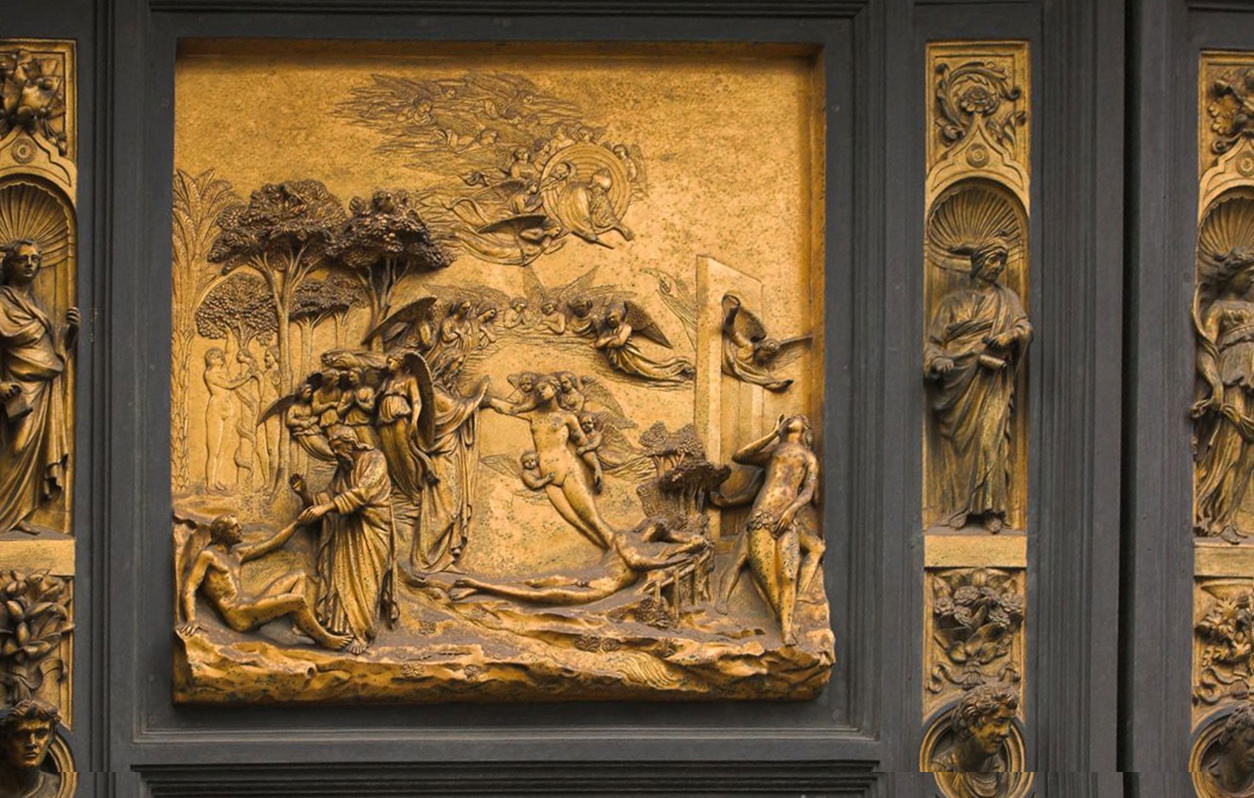
Adán y Eva por Ghiberti (Panel 1 de las Puertas del Paraíso).

En 1329, a Andrea Pisano (recomendado por Giotto) se le adjudica la tarea de diseñar el primer conjunto de puertas. Las Puertas sur fueron instaladas originalmente en el lado este, mirando hacia el Duomo, para ser posteriormente llevadas a su posición actual en 1452.
Los bastidores de bronce fueron hechos por el veneciano Leonardo d'Avanzano, ampliamente reconocidas como una de las mejores forjas en bronce de Europa. Esto tomó por lo menos seis años y las puertas fueron completadas en 1336. Estas puertas del prerrenacimiento consisten en 28 paneles, con los 20 paneles superiores representando escenas de la vida de San Juan Bautista. Los ocho paneles inferiores retratan virtudes (esperanza, fe, caridad, humildad, fortaleza, templanza, justicia, y prudencia). Los relieves moldeados fueron añadidos por Lorenzo Ghiberti en 1452. Hay una inscripción en latín en la parte superior de la puerta:
"Andreas Ugolini Nini de Pisis me fecit A.D. MCCCXXX" (lo cual significa Andrea Pisano me construyó en 1330). El grupo de estatuas de bronce sobre la puerta representa La decapitación de San Juan bautista. Es una obra de arte de Vincenzo Danti del año 1571.

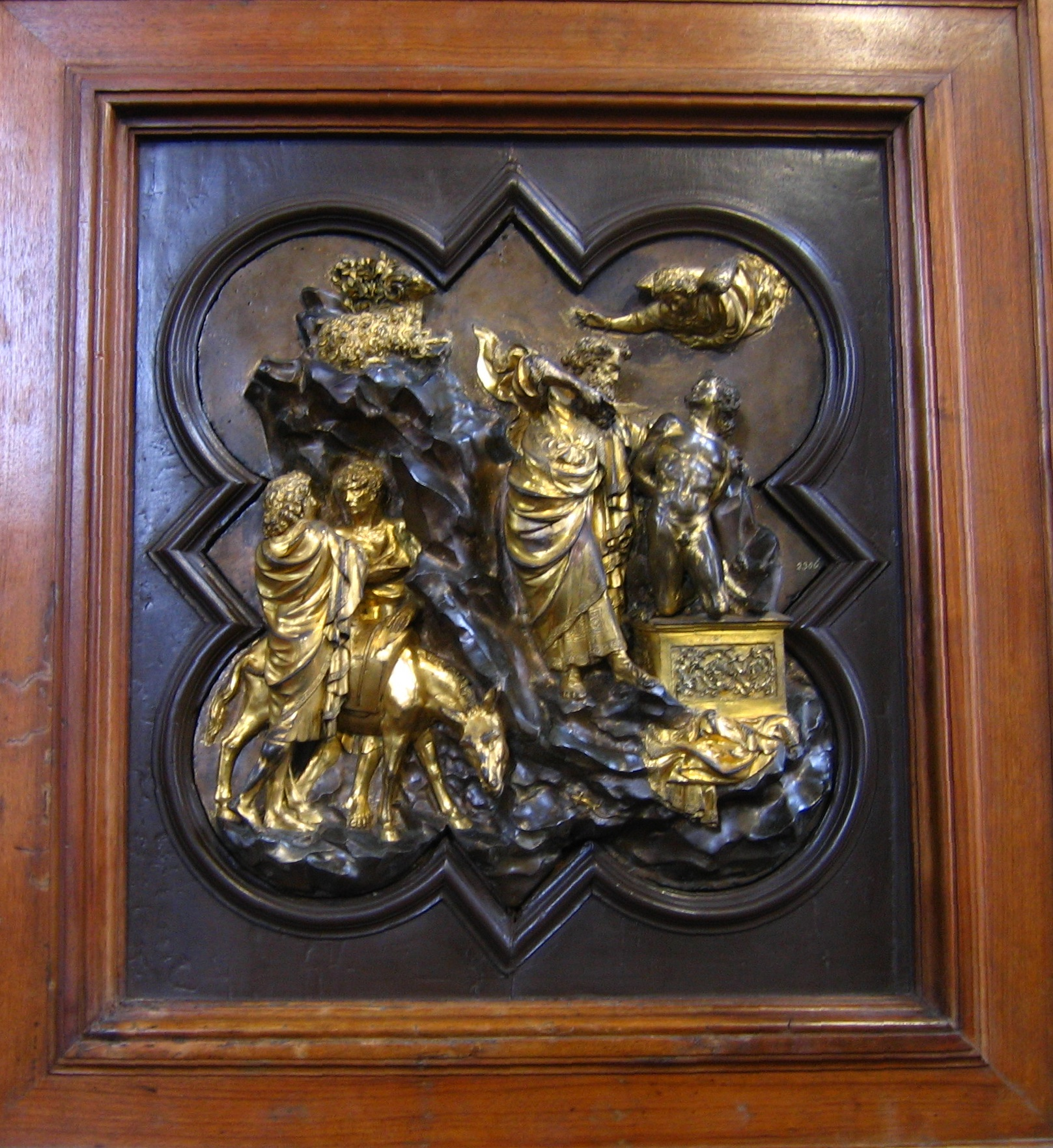
El Sacrificio de Isaac por Ghiberti.

En 1401 se convocó un concurso para diseñar las Puertas norte del baptisterio. Siete escultores compitieron, incluyendo a Lorenzo Ghiberti, Filippo Brunelleschi, Donatello y Jacopo della Quercia, resultando ganador del concurso Ghiberti, de 23 años. Brunelleschi se desilusionó tanto por este resultado que partió a Roma para estudiar la arquitectura clásica. Los diseños originales de El sacrificio de Isaac por Ghiberti y Brunelleschi se encuentran exhibidos en el museo de Bargello.
A Ghiberti le tomó 21 años completarlas. Estas puertas de bronce, consisten en 28 paneles, con 20 paneles representando una escena bíblica del Nuevo testamento. Los 8 paneles inferiores muestran a los cuatro evangelistas y los padres de la iglesia San Ambrosio, San Jerónimo, San Gregorio, y San Agustín. Los paneles están rodeados por un marco de hojas y bustos dorados de profetas en la intersección de los paneles. Originalmente instaladas en el lado este, en el lugar de las puertas de Pisano, fueron posteriormente movidas al lado norte. Son descritas por Antonio Paolucci como "el evento más importante en la historia del arte florentino del primer cuarto del siglo XV". Las puertas del baptisterio son una copia de las originales (situadas en el Museo dell'Opera del Duomo).
Las estatuas de bronce de la puerta norte representan a "Juan Bautista rezándole a un fariseo y a un saduceo". Fueron esculpidos por Franceso Rustici y son superior a cualquier escultura que él mismo hubiera realizado antes. Rustici puede haber sido ayudado en su diseño por Leonardo da Vinci, quien lo asistió en la elección de sus herramientas.

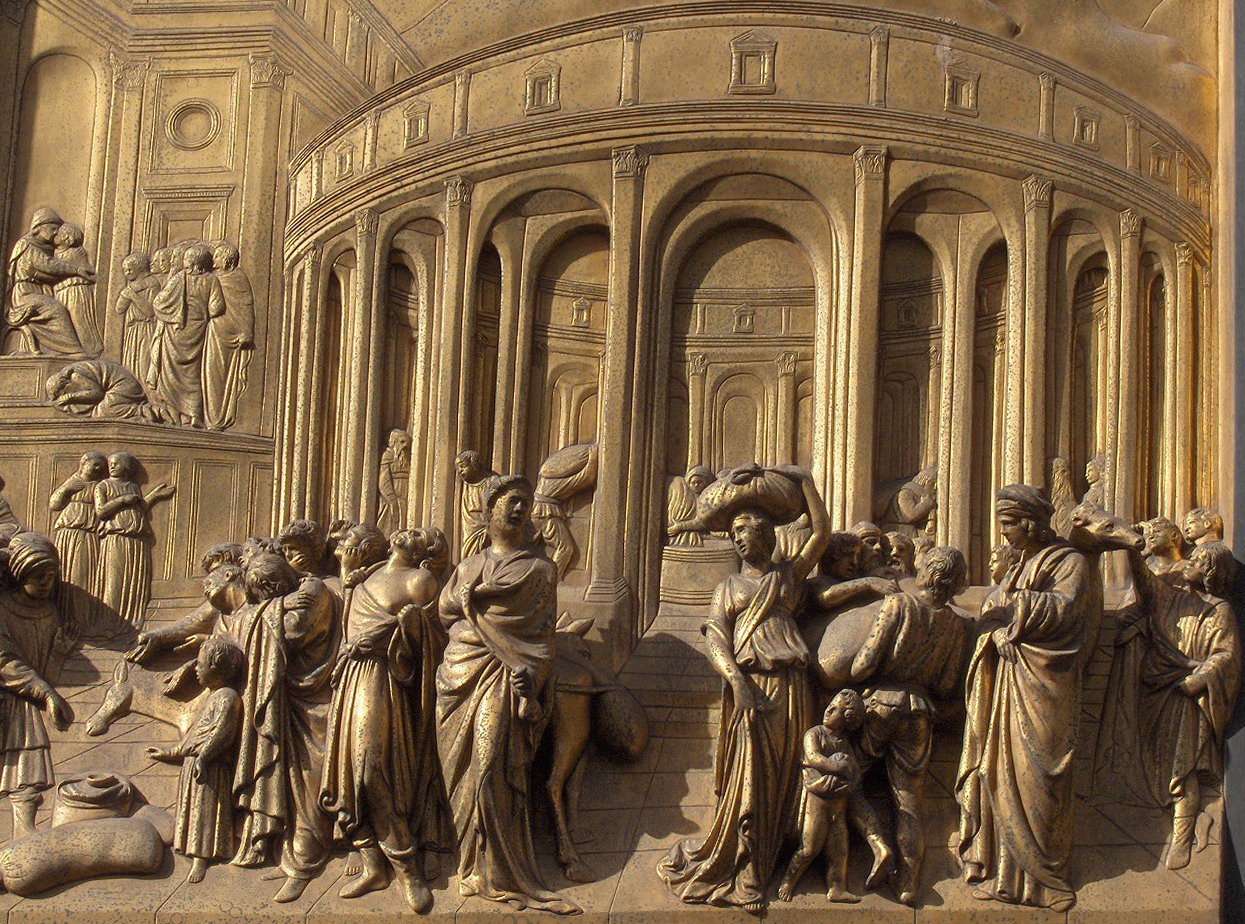
Las Puertas del Paraíso - La Historia de José.

Ghiberti ahora era ampliamente reconocido como una celebridad y el artista más prominente en este campo. Fue abarrotado de trabajo, incluso del mismo papa. En 1425 tuvo una segunda adjudicación, esta vez para las Puertas este del baptisterio, donde él y su taller (incluyendo a Michelozzo y Benozzo Gozzoli) trabajaron durante 27 años, superándose a sí mismos. Estas puertas tenían diez paneles representando escenas del Antiguo Testamento, y fueron a su vez instaladas en el lado este. Estos paneles son rectángulos largos y no están más incrustados en el tradicional rosetón gótico, como en las puertas anteriores. Ghiberti empleó los principios, recientemente descubiertos, de "perspectiva de profundidad" a sus composiciones, cada panel representa más de un episodio. En la "Historia de José" se retrata el esquema narrativo de José llevado por sus hermanos al pozo, José vendido a los mercaderes, Los mercaderes entregándole a José al Faraón, José interpretando el sueño del Faraón, El Faraón rindiéndole honores, José envía sus hijos a Egipto y José reconoce a sus hermanos y vuelve a casa.
De acuerdo a la obra de Vasari llamada Vidas de los mejores pintores, escultores y arquitectos, este panel fue el más difícil de realizar pero también el más hermoso. Las figuras están distribuidas en un bajorrelieve en un espacio de perspectiva (una técnica inventada por Donatello, la cual se llamó rilievo schiacciato, que literalmente significa "relieve aplanado".) Ghiberti utiliza diferentes técnicas esculturales, desde líneas fijas hasta figuras casi libres, con los paneles acentuando aún más el sentido del espacio.

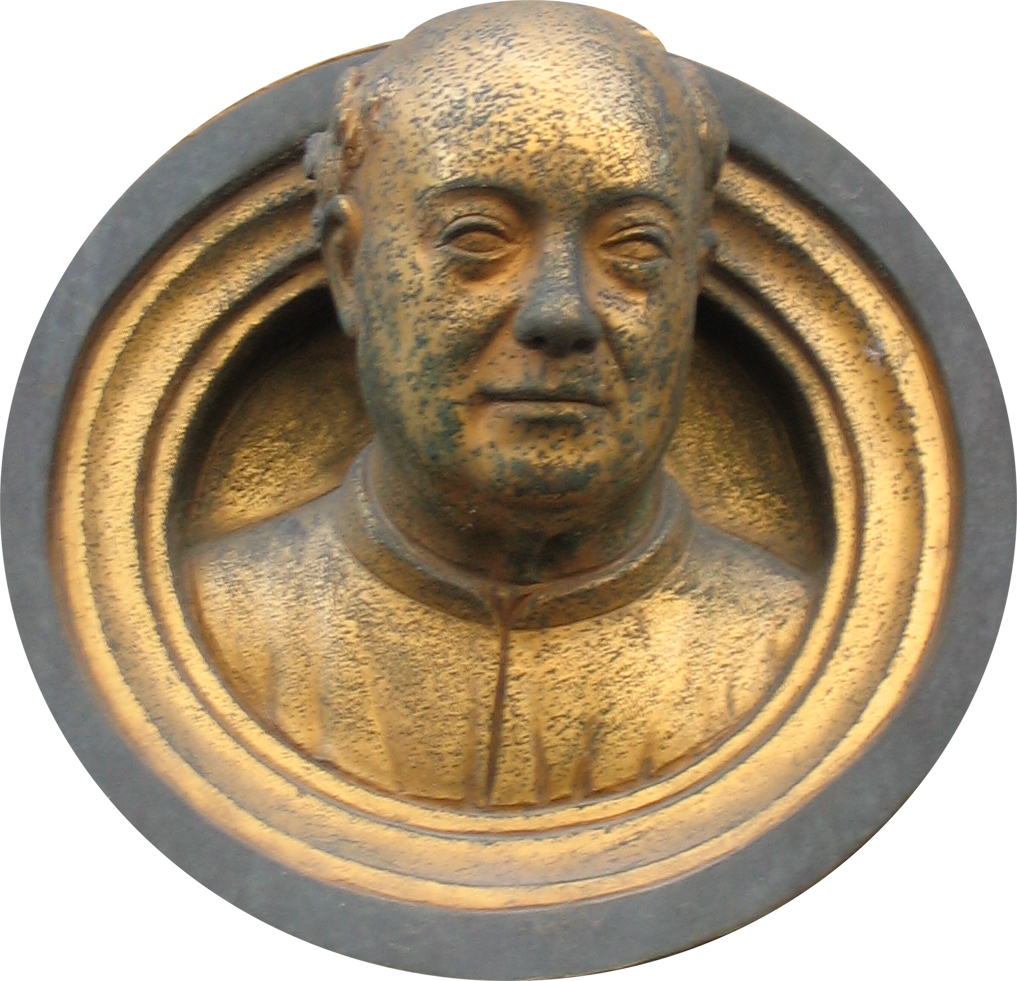
Busto de Lorenzo Ghiberti en las Puertas del Paraíso.

Los paneles están incluidos en un marco dorado decorado de hojas y fruta, muchas estauas de profeas y 24 bustos. Los dos bustos centrales son representaciones del propio artista y de su padre, Bartolomeo Ghiberti.
Miguel Ángel se refiere a estas puertas como las "Puertas del Paraíso", y ese nombre aún perdura. Giorgio Vasari las describió un siglo después como "Innegablemente perfectas en cualquier sentido y debe ser colocada como la obra de arte más fina jamás creada". Ghiberti mismo dijo que era "el trabajo más singular que jamás haya realizado".
Las "Puertas del Paraíso" que se encuentran actualmente en el baptisterio son reproducciones en bronce, colocadas en 1990 luego que se determinara que los originales se estaban deteriorando, y sólo podrían ser salvadas si se las llevaba a algún lugar cubierto. Los originales se encuentran cerca del Museo dell'Opera del Duomo, preservados en contenedores llenos de nitrógeno. Una de las pocas copias hechas en la década de 1940 se encuentran instaladas en la Catedral Grace, en San Francisco.

El Bautismo de Cristo sobre las Puertas del Paraíso.

Las Puertas del Paraíso están coronadas por un grupo de estatuas (copia) retratando a El Bautismo de Cristo por Andrea Sansovino. Los originales se encuentran en el museo Opera del Duomo. Luego partió a Roma para trabajar en una nueva tarea, dejando las estatuas inconclusas.
El trabajo en ellas se continuó mucho después, en 1569 por Vincenzo Danti, un escultor de la escuela de Miguel Ángel. Al momento de su muerte en 1576, el grupo estaba prácticamente finalizado, siendo finalizado con el agregado de un ángel creado por Innocenzo Spinazzi en 1792.
|  |  |  |

## Techo de mosaico

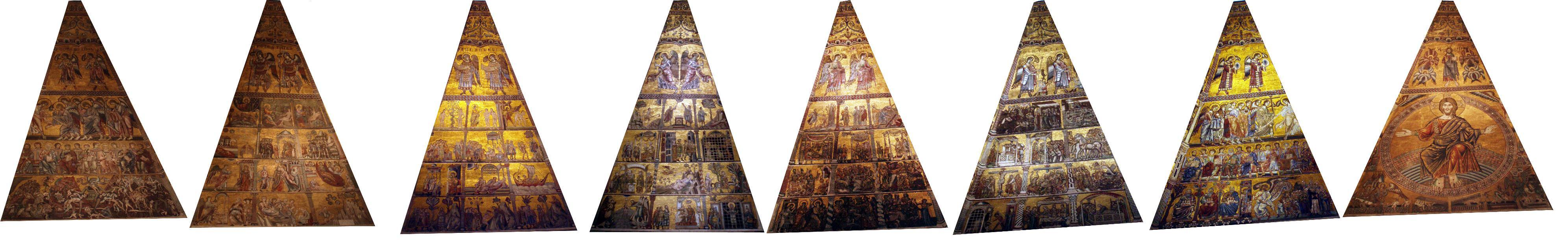
Imagen compuesta con los ocho lados del techo en sentido antihorario.

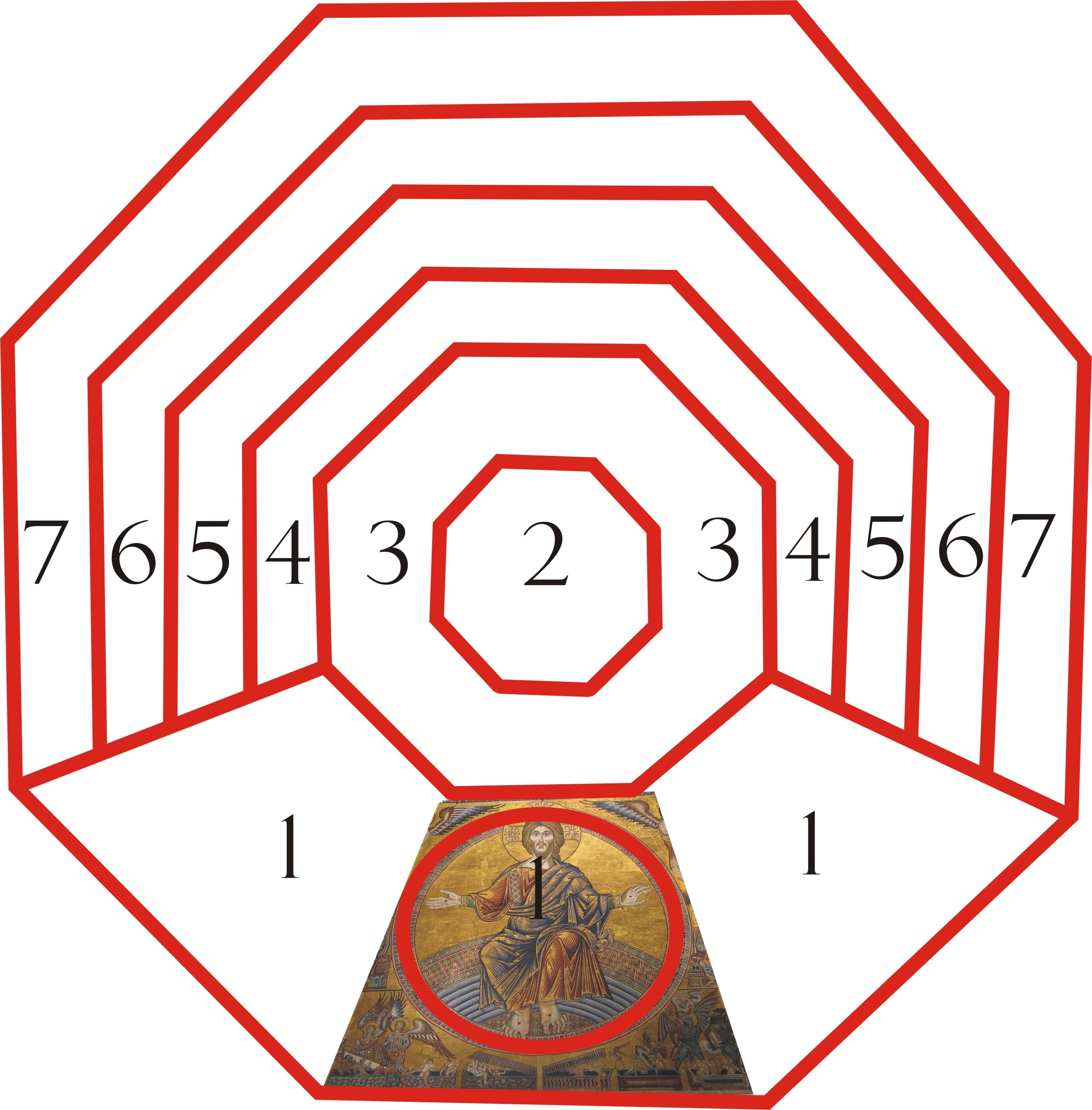
Plano del techo de mosaico : 1. Juicio Final. 2. Lámpara. 3. Coro de ángeles. 4. Historias del Libro del Génesis. 5. Historias de José. 6. Historias de María y Cristo. 7. Historias de San Juan Bautista.

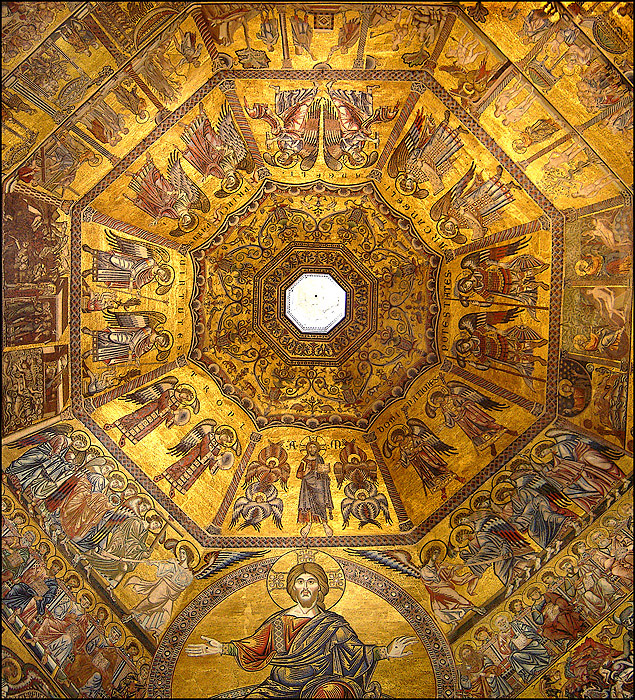
Techo de mosaico.

El  baptisterio está dotado de un magnífico techo de mosaico. Los primeros mosaicos datan de 1225 y son obras de arte de muchos artesanos venecianos desconocidos, entre los artistas que posteriormente trabajaron se encuentra probablemente Cimabue. La cubierta del techo comenzó bajo la dirección del fraile franciscano Jacopo da Torrita y probablemente no fue completado hasta el siglo XIV.
Este mosacio se representa en tres secciones sobre el altar: el Juicio Final con un gigante y majestuoso Cristo y los Ángeles del juicio a cada lado (realizado por Coppo di Marcovaldo), las recompensas de los salvados dejando sus tumbas (del lado derecho de Cristo), y los castigos de los condenados (del lado izquierdo de Cristo). Esta última parte es particularmente famosa: los hombres malvados son quemados en la hoguera, quemados por las llamas, aplastados con piedras, mordidos por serpientes, masticados por horribles bestias.
Las otras escenas en el techo representan diferentes historias en niveles horizontales del mosaico: (comenzando por el nivel superior) Coro de Ángeles, Tronos, Dominaciones, y Potencias; historias del libro del Génesis, historias de Joseph, historias de María y Cristo, y finalmente en el nivel más bajo: historias de San Juan Bautista. Algunas cabezas de profetas que se encuentran allí, se le atribuyen a Gaddo Gaddi, un amigo de Cimabue.

## Referencias

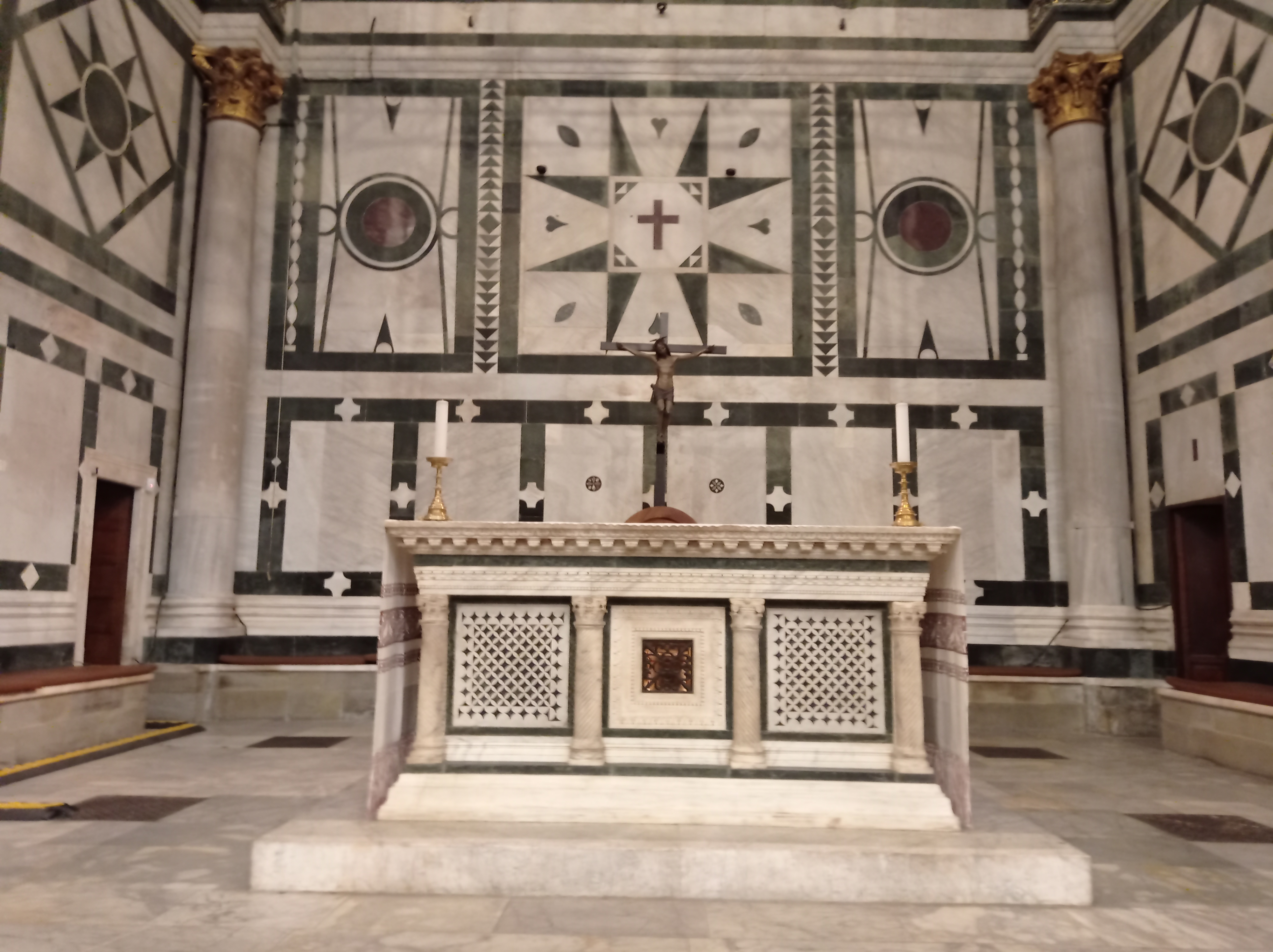
Altar del Baptisterio